# Таїланд під час Другої світової війни
Таїланд під час Другої світової війни офіційно прийняв позицію нейтралітету, поки в нього не вторглася Японія в грудні 1941 р. Що призвело до перемир'я і, пізніше, до військового альянсу між Таїландом та Японською імперією. На початку Тихоокеанської війни Японська Імперія тиснула на уряд Таїланду, щоб дозволити японським військам вторгнутися у британські Малайю та Бірму. Уряд Таїланду на чолі з Плеком Пібунсонграмом (відомий просто як Пібун або Фібун) вважав за краще співпрацювати з японцями, а не боротися з ними, оскільки Японія пообіцяла допомогти Таїланду відновити деякі з індокитайських територій (в сьогоднішніх Лаосі та Камбоджі), які перейшли до Франції. Таїланд оголосив війну США і Британії та приєднав території у сусідніх країнах, розширивши їх на північ, південь та схід, на межі з Китаєм поблизу Кенгтунга.
Таїланд зберігав контроль над своїми збройними силами та внутрішніми справами. Японська політика в Таїланді відрізнялася від їхніх відносин із маріонетковим штатом Маньчжоуко. Японія передбачала двосторонні відносини, подібні до між нацистською Німеччиною та Фінляндією, Болгарією та Румунією. Проте Таїланд на той час вважався як японцями, так і союзниками «Італією Азії».
Тим часом уряд Таїланду розпався на дві фракції: режим Пібуна та добре організований рух опору союзників, який в кінцевому підсумку нараховував близько 90 тис. тайських партизанів за підтримки урядових чиновників, що об'єдналися з регентом Пріді Баномінгом. Рух був активним з 1942 року, протистоючи режиму Пібуна та японцям. Партизани надавали шпигунські послуги членам Альянсу, здійснили деякі саботажні операції та допомагали повалити режим Пібуна в 1944 році. Після війни Таїланд отримав легке покарання за свою військову роль під керівництвом Пібуна.
Під час війни в Таїланді постраждало близько 5569 військових, більшість через хвороби. Смерті в бою включали 150 у штаті Шань, 1808 — 8 грудня 1941 р. (День короткого японського вторгнення і невдалий британський напад на Ледж), а також 100 — під час короткої франко-тайської війни.

### Фашистський Таїланд

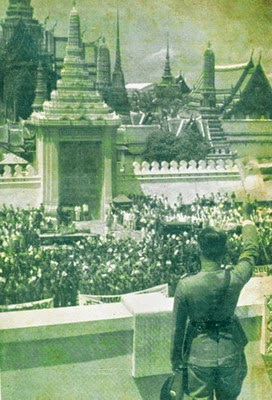
Ультранаціоналістична промова Пібуна до натовпу у Великому Палаці, 1940

Після сіамської революції 1932 року тайські військові на чолі з генерал-майором Плеком Пібунсонграмом в ролі міністра оборони та цивільними лібералами, під керівництвом Пріді Баномінга як міністра закордонних справ, працювали гармонійно протягом декількох років, але коли Пібун став прем'єр-міністром у грудні 1938 року, це співробітництво припинилося, і військове панування стало більш відкритим. Пібун був шанувальником Беніто Муссоліні, і його режим незабаром розвинув декілька фашистських особливостей. На початку 1939 року 40 політичних опонентів, як монархістів, так і демократів, були заарештовані, а після сфабрикованих суддівських розслідувань, вісімнадцять було страчено — перші політичні страти в Сіамі протягом століття. Багато інших, серед них князь Дамронг і Фрая Сонгурадж, було заслано. Пібун розпочав демагогічну кампанію проти китайського бізнес-класу. Китайські школи та газети були закриті, а податки на китайський бізнес збільшилися.

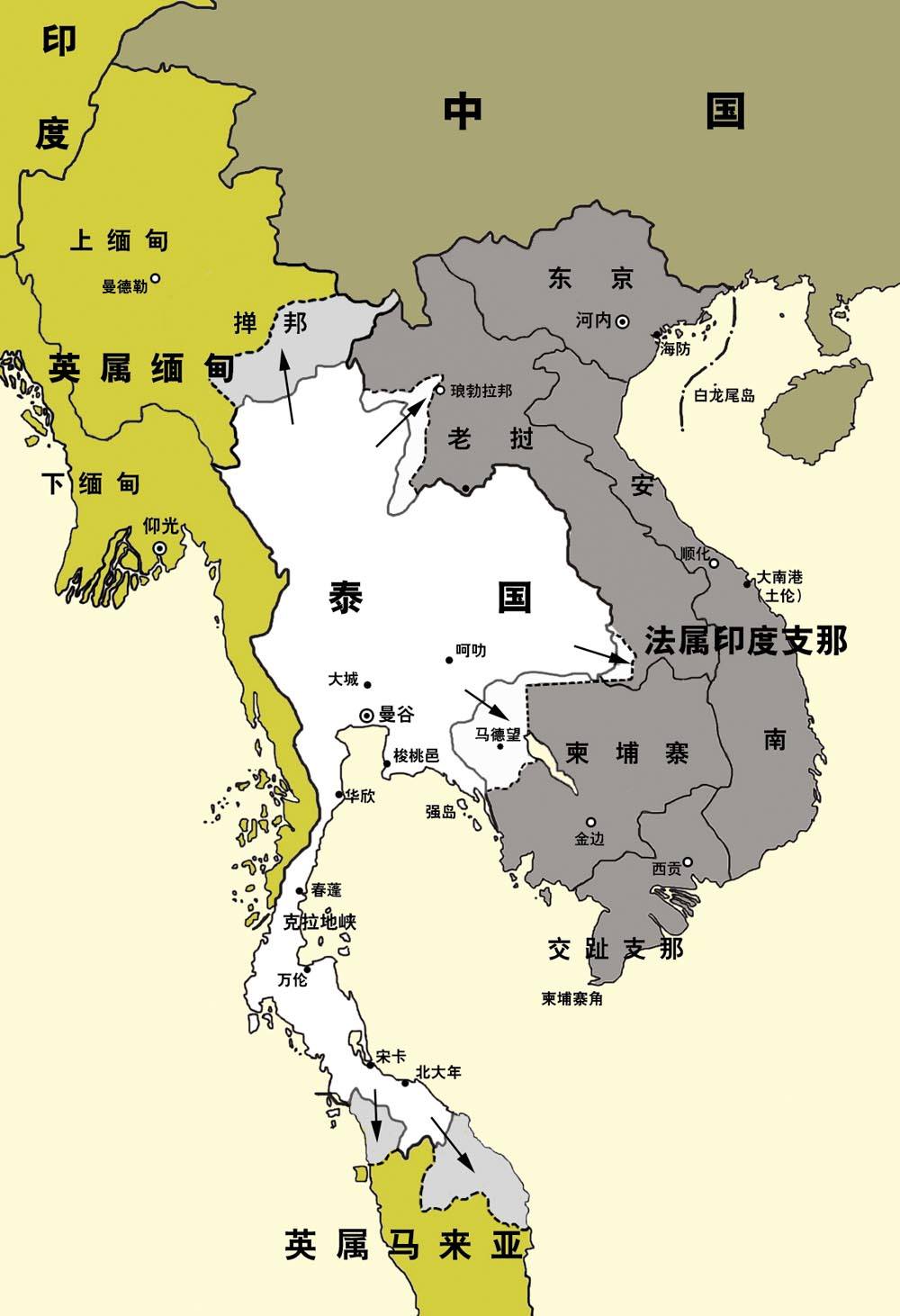
Тайська експансія у Другій світовій війні

Пібун і Луанг Віхітватакхан, представник уряду, копіювали методи пропаганди, використовувані Гітлером та Муссоліні, щоб створити культ лідера. Знаючи про сили засобів масової інформації, вони використовували монополію уряду на радіомовлення для формування народної підтримки режиму. Популярні урядові гасла постійно висвітлювалися на радіо, в газетах та на рекламних щитах. Фото Пібуна також можна було побачити скрізь у суспільстві, тоді як портрети екс-монарха короля Прачадіпока, виразного критика самодержавного режиму, були заборонені. У той же час Пібун прийняв ряд авторитарних законів, які надавали уряду владу практично необмеженого арешту та повної цензури преси. Під час Другої світової війни газетам було наказано друкувати лише добрі новини, що походили від джерел «Осі», тоді як саркастичні коментарі щодо внутрішньої ситуації були заборонені.
23 червня 1939 р. Пібун змінив назву країни з Сіаму на Пратта Тай (Таїланд: ประเทศไทย), або Таїланд, що означає «земля вільних». Це було спрямовано проти етнічної різноманітності в країні (малайці, китайці, лаосці, шанці та ін.), І базується на ідеї «тайської раси», пан-тайського націоналізму, політика якої полягає в інтеграції Шаню, Лаосу та інших тайських народів, таких як В'єтнам, Бірма і Південний Китай, в «Велике Королівство Таїланду» (тайська: มหา อาณาจักร ไทย)
Модернізація також була важливою темою нового тайського націоналізму Пібуна. З 1939 по 1942 рік він видав набір з дванадцяти культурних мандатів. На додаток до того, що всі тайці були змушені вітати прапор">прапор, співати національний гімн">гімн та говорити національною мовою, мандати також закликали тайців працювати, бути в курсі поточних подій та одягатися за західною моделлю. Мандати забороняли традиційну тайську музику, танці, театр та культуру і змінили їх на західний стиль.
Тим часом всім кінотеатрам було доручено показати фото Пібуна в кінці кожного сеансу так, ніби це був королівський портрет, і очікувалося, що глядачі будуть підніматися і вклонятися. Пібун також називав себе Than phu nam (Thai: ท่าน ผู้นำ) («лідер»), прагнучи створити культ особистості.

## Вторгнення до тайського Лаосу, Камбоджі та Французького Індокитаю (1940—1941)
На початку Другої світової війни Плейк Пібунсонграм захопив своїх співвітчизників фашизмом і швидкими темпами національного розвитку. Отже, Пібун культивував і посилив мілітаризм і націоналізм, одночасно будуючи культ особистості за допомогою сучасних методів пропаганди.

Прем'єр-міністр Пібунсонграм на огляді військ під час Франко-тайської війни

Режим також відновив іредентистські претензії, стимулюючи антифранцузькі настрої та підтримуючи відновлення колишніх тайських територій у Камбоджі та Лаосі. Шукаючи підтримки проти Франції, Пібун культивував більш тісні зв'язки з Японією. Зіткнувшись з американською опозицією та британською невпевненістю, Таїланд звернувся до Японії за допомогою в конфронтації з французьким Індокитаєм. Незважаючи на те, що тайці об'єднувалися у своєму бажанні повернути втрачені провінції, ентузіазм Пібуна до японців був значно більшим, ніж Пріді Баноміонга, і багато старих консерваторів також розглядали курс зовнішньої політики прем'єр-міністра із занепокоєнням.

### Франко-тайська війна (1940—1941)
1940 року жовтня почалася франко-тайська війна, війна була спорадичною битвою між тайськими та французькими силами вздовж східного кордону Таїланду, що завершилася вторгненням в Лаос і Камбоджу в січні 1941 року. Королівські тайські збройні сили успішно займали окупацію суперечливої території в французькому Індокитаї, а французи здобули свою єдину помітну п
еремогу на морі в битві під Ко Чаном.
Японія використовувала свій вплив у Вішівській Франції, щоб отримати поступки для Таїланду. У результаті Франція погодилася в березні 1941 року віддати 54 тис. км² лаоської території на захід від Меконгу та більшої частини Камбоджійської провінції Баттамбанг Таїланду, яка відновила своє початкове ім'я провінції Фата Табонг. Відновлення цієї загубленої території та явна перемога режиму над європейською колоніальною державою значно посилила репутацію Пібуна.

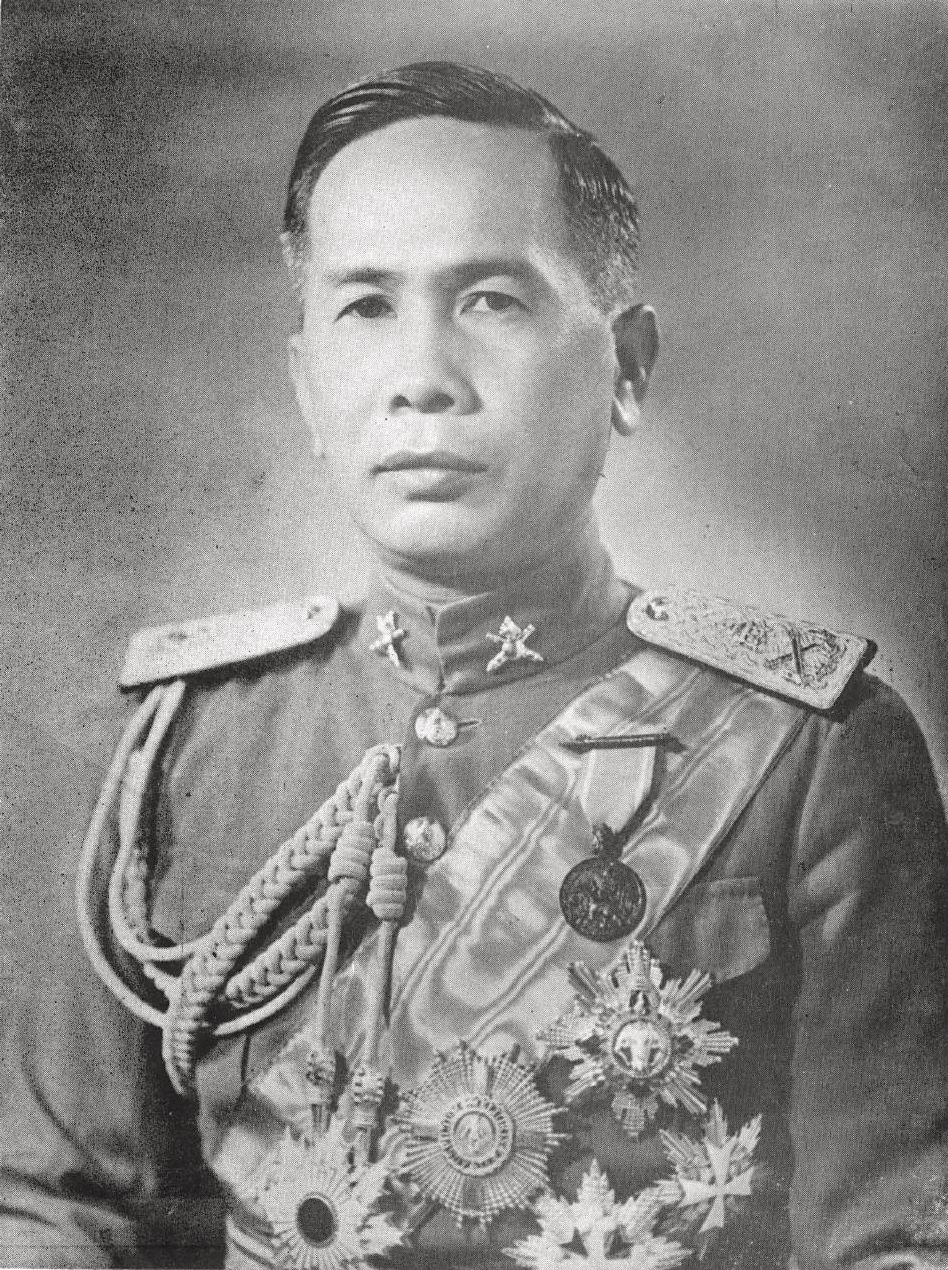
Плек Пібунсонграм

Оскільки Японія хотіла підтримувати як свої робочі стосунки з режимом Віші, так і статус-кво, реальними бенефіціарами конфлікту були японці. Вони змогли розширити свій вплив як в Таїланді, так і в Індокитаї. Японським наміром було в майбутньому використовувати Таїланд та Індокитай як військову базу для вторгнення в Бірму та Малайзію.
Таїланд був змушений прийняти лише чверть території, яка була захоплена французами, на додаток до сплати 6 мільйонів піастрів у вигляді поступки французам. Відносини ж між Японією та Таїландом згодом погіршились, коли розчарований Пібун пішов назустріч британцям і американцям у сподіваннях відвернути те, що він бачив як неминучу японську навалу.

## Нейтралітет
Після франко-тайської війни Фібун дійшов до компромісу з Пріді, тайський уряд прийняв політику нейтралітету. Проспонсорований самим Пріді, вийшов тайський історичний драматичний фільм «Король Білого Слона». Фільм ніс агітаційне повідомлення антивоєнних інтересів в Таїланду: Таїланд повинен залишатися нейтральним і йти на війну лише, щоб захистити свій суверенітет від іноземних загарбників.

## Війна приходить до Таїланду

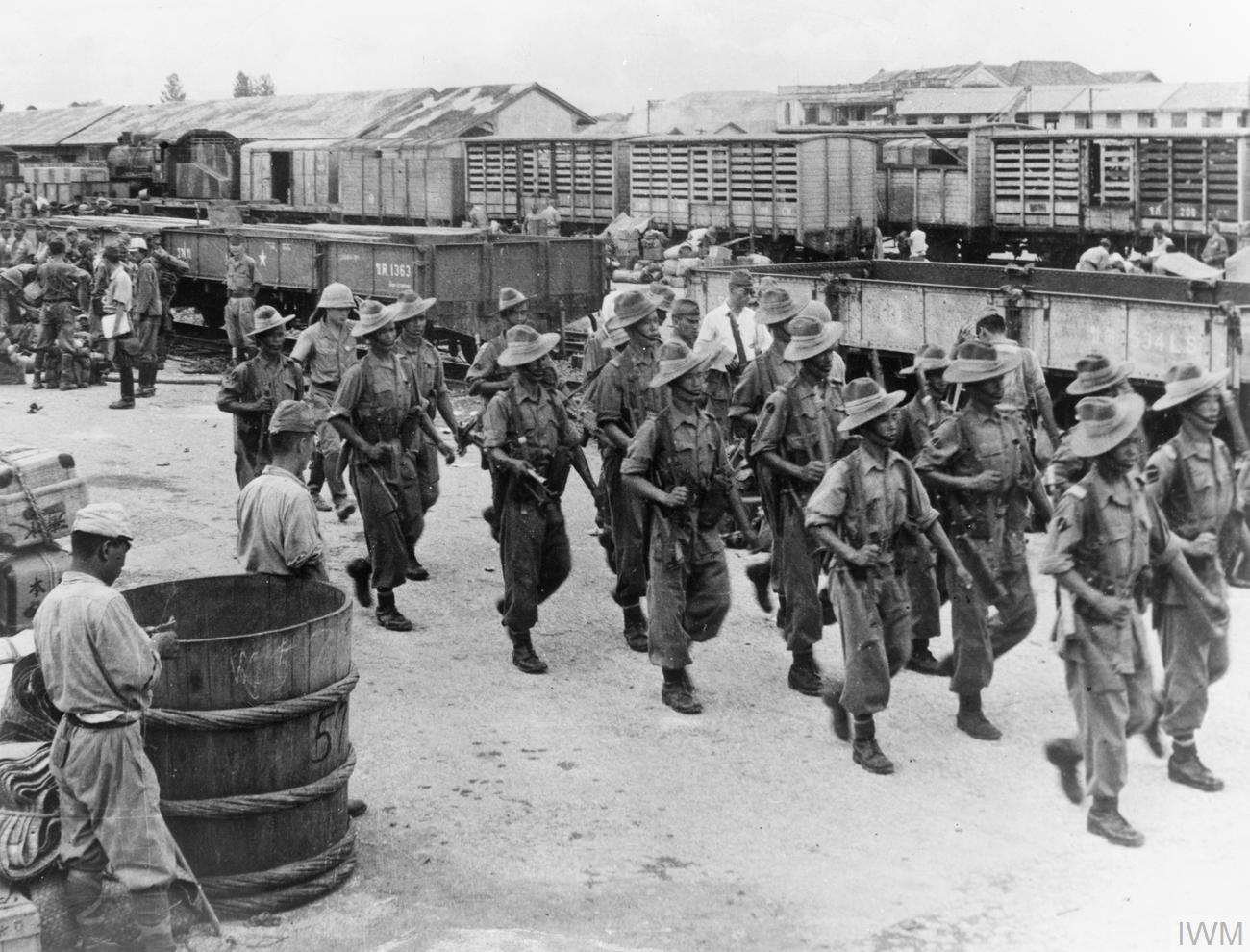
Японські війська у Бангкоці

Пібун і уряд Таїланду все ще вагаються приєднатися до союзників чи до японців. 7 грудня в 23:00 японці представили уряд Таїланду ультиматум, який дозволяв японським військовим потрапити до Таїланду. Тайцям було дано дві години, щоб відповісти, але від тайського уряду не було ніякої відповіді.
8 грудня 1941 року Японія вторглася в Таїланд. Після кількох годин боїв між тайцями та японськими військами Таїланд приєднався до японських вимог про проїзд через країну, і японські війська вторглися в Бірму та Малайю. Пібун запевнив країну, що японська акція була попередньо узгоджена з доброзичливим тайським урядом. Таїланд надавав вільний доступ до своїх транспортних систем у обмін на територій у Бірмі та Малайзії. На початку 1942 року Таїланд оголосив війну Союзникам. Британія у відповідь оголосила війну Таїланду, тоді як американський уряд просто проігнорував. Тайський посол у Вашингтоні не підтримував політику Пібуна щодо союзу з Японією, тому він відмовився віднести оголошення війни, а уряд США визнав дії Пібуна нелегітимними, оскільки таке рішення вимагає підпису короля.

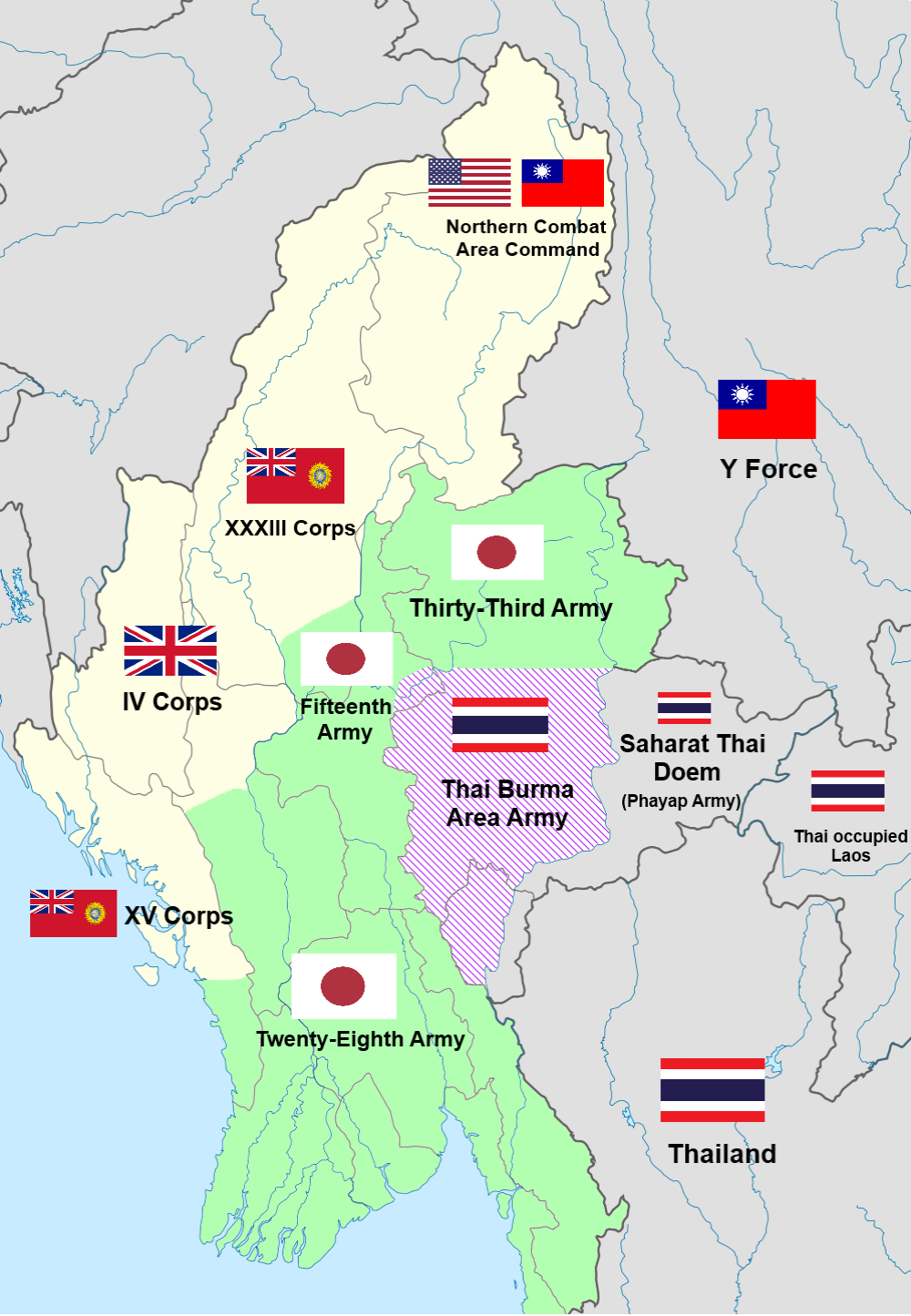
Карта фронту Бірми, що зображує протистояння тайсько-японських і союзницьких військ

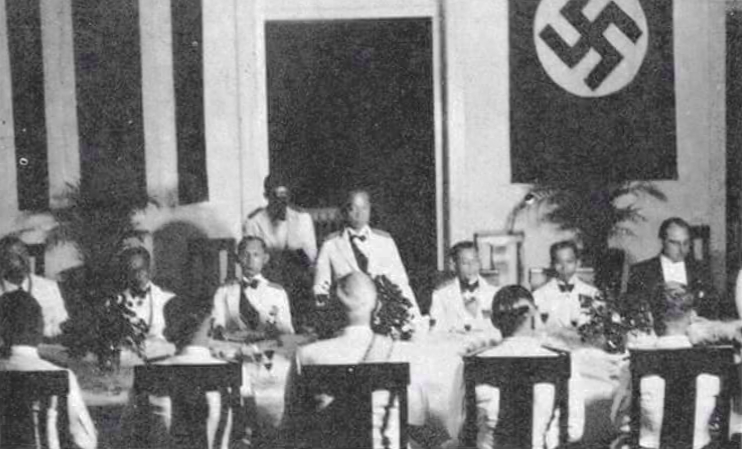
Тайські дипломати в Німеччині, 1943

## Війна в Малайї
Королівська тайська поліція протистояла силам Британської Співдружності, що вторглися в Південний Таїланд у грудні 1941 року в «Битві за Ледж» після японського вторгнення в Малайю. Таїланд був нагороджений за тісну співпрацю Пібуна з Японією в перші роки війни з поверненням територій, які колись були під контролем Бангкока, а саме чотирьох найпівнічніших малайських держав після малайської кампанії.

### Смертельна залізниця
21 грудня 1941 р. було підписано взаємний наступально-оборонний пакт про альянс між двома країнами. Угода, переглянута 30 грудня, дала японцям повний доступ до тайської зброї та тайських залізниць, доріг, аеродромів, військово-морських баз, складів, систем зв'язку та казарм. Щоб сприяти військово-економічному співробітництву, Пріді був вилучений з Кабінету Міністрів і йому було запропоноване місце в політично безсилій Раді регентів відсутнього короля, яке він згодом прийняв. Тим часом Японія розбила 150 тис. військ на тайській території і побудувала ганебну залізницю смерті через Таїланд, використовуючи азійських робітників та військовополонених.

### Бомбардування Таїланду Союзниками
Оскільки Японська імперія використовувала країну як місце для вторгнень в Малайю і Бірму, літаки союзників почали бомбардувати столицю Таїланду Бангкок. Під цим додатковим тиском уряд Пібуна вирішив оголосити війну Союзникам.

### Контраст тайської та японської політики
Уряд Таїланду оголосив війну Великій Британії та США 25 січня 1942 року. Пібун, натхненний японською військовою операцією в Малайї та Китаї, вважає, що якщо Японія виграє війну, і Таїланд зможе отримати деякі території, і, нарешті, Пібун знову прийняв «Велику політику Царського королівства», але японці мали ідею Великої східноазійської сфери співпроцвітання . Тайці, які не хотіли бути на тому ж рівні, що й два японські маріонеткові режими (Маньчжоуко і Ван Цінгвай) спочатку протистояли, але в кінцевому підсумку поступилися японцям.
Проте тайське невдоволення з цього питання тривало протягом всієї війни, і це призвело до того, що Пібун відмовився від участі в наступній конференції у Великій Східній Азії.
Попри те що посол Таїланду в Лондоні доставив декларацію про оголошення війни від Пібуна британському уряду, посол Таїланду в Вашингтоні, округ Колумбія, Сені Прамуй відмовився це зробити. Відповідно, Сполучені Штати не оголосили війну Таїланду. З американською допомогою, Сені, консервативний аристократ з добре налагодженими анти-японськими повноваженнями, організував рух за вільний Таїланд у США, залучаючи тайських студентів до роботи з Управлінням стратегічних послуг Сполучених Штатів . Сені вдалося досягти цього, тому що Державний департамент вирішив діяти так, ніби Сені продовжує представляти Таїланд, надаючи йому можливість залучити тайські активи, заморожені в США.

### Війна в Бірмі
Окрім японського завоювання Бірми тайській армії було дозволено вторгнутися в частину штатів Шан і штатів Каренні в Бірмі, які були приєднані до сахаратського тайського Доума. На цьому етапі Пібун хотів додати ще Мандалай. Як наслідок, Таїланд відправив більше військ для підтримки японського завоювання Бірми, який пізніше став відомим як «Район Таїландського району Бірми». Однак Японська Південна експедиційна армійська група не дозволила армії району Таїландського району Бірми дійсно контролювати частину окупованої Бірми.

### Стихійні лиха та економічні невдачі

#### Великі повені у Бангкоці (1942)
У вересні 1942 року в Північному, Північно-Східному та Центральному регіонах Таїланду був довгий дощовий сезон, що спричинило великі повені у багатьох провінціях, включаючи Бангкок. У Бангкоку було зазначено, що повені мають вплив на інфраструктуру міста.
Хоча більшість тайців спочатку «сп'яніла» з японською низкою блискучих перемог на початку 1942 року, до кінця року було поширене обурення в результаті зарозумілої японської поведінки та примусової війни. Навіть на ранніх етапах війни виникали конфлікти з таких питань, як конфіскація майна союзників, економічні та грошові питання, а також поводження з етнічною китайською громадою Таїланду.
На порозі виник жорстокий конкурс на пивні комбінати, що належали британським компаніям, а також подібні суперечки щодо контролю над енергетичними та судноплавними об'єктами ворога в країні. Інші проблеми були більш серйозними. Деякий час Німеччина продовжувала активно купувати продукти Таїланду, однак, коли з'явилися труднощі з транспортуванням, Японія стала єдиним значним торговельним партнером Таїланду. Подібним чином, Таїланд повинен був покладатися на японські споживчі товари, раніше імпортовані з Європи та Сполучених Штатів, які Японія все більше не в змозі була забезпечити. Нестача товарів швидко розвивається, коли зростає рівень інфляції та падає рівень життя. Що ще гірше, японці агресивно стверджували право імпортувати товари безмитним, значно зменшуючи доходи тайського уряду.

### Тайський наступ на Китай
Після того, як японська армія захопила Рангун, британські та китайські війська були змушені піти з Бірми. З 9 травня 1942 року тайська армія Файап перейшла тайсько-бірманський кордон і розбила китайські експедиційні сили, тайці захопили багатьох китайських солдатів, а в 1943 році вторгнення армії Файап дійшло до Сішуанбанни в Китаї, але було відвернуто китайськими націоналістичними силами.
Тайський уряд побоювався, що Пібун може втратити популярність. Отож, представник уряду вирішив врятувати своїх людей. Луанг Вічіт оголосив, що армія Файап захопила Сішуанбанна. Таїланд також керував військовою окупацією над значними ділянками бірмансько-китайського кордону, на захід від Юньнань. Але, незважаючи на офіційні територіальні досягнення, так зване «Велике тайське королівство» було великим тільки на папері. Його територія залишалася незмінною, оскільки її економіка не змогла пристосуватися до умов війни, стихійного лиха (повені) та бомбардування тайської столиці союзниками.

### Тайсько-Японська морська співпраця
Королівський тайський військово-морський флот підписав контракт з японськими корпораціями суднобудування Кавасакі, Кобе та Міцубісі про будівництво кораблів і підводних човнів для берегової оборони.

### Повернені території

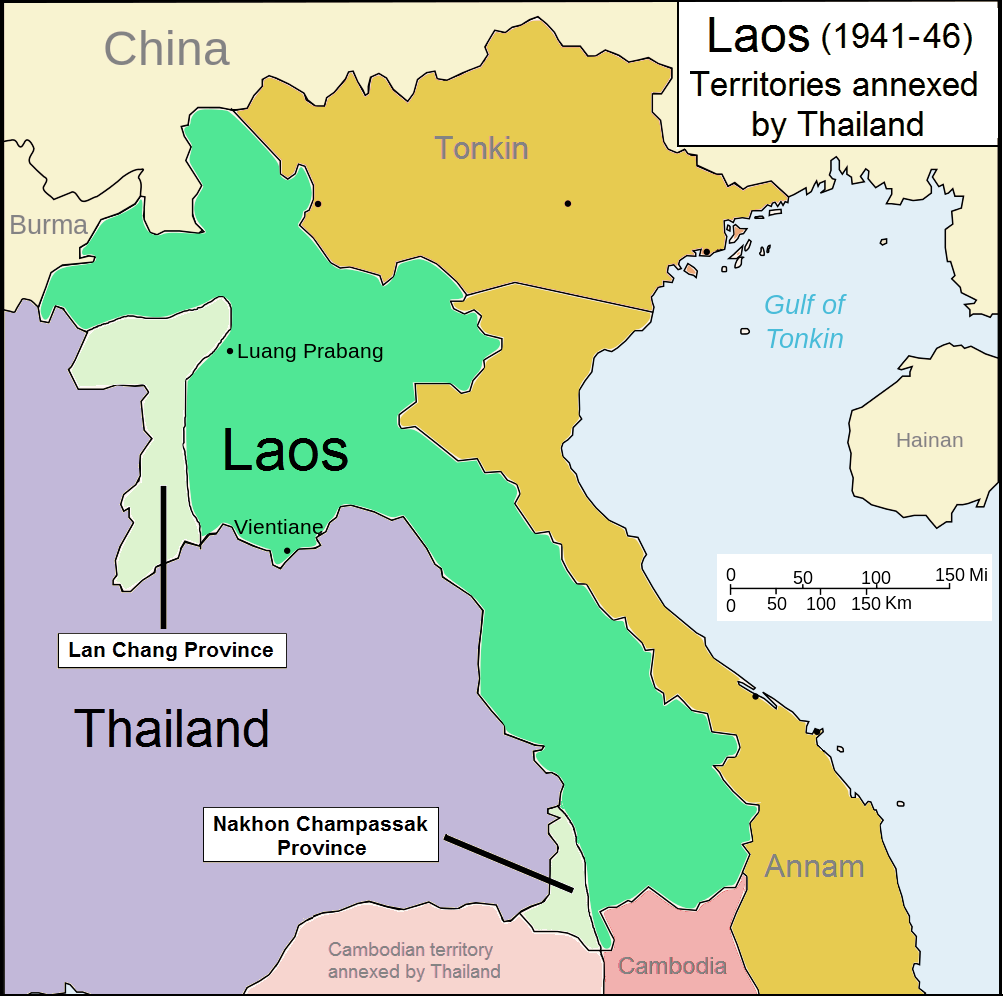
Частини Лаосу анексовані Таїландом (1941—1946)

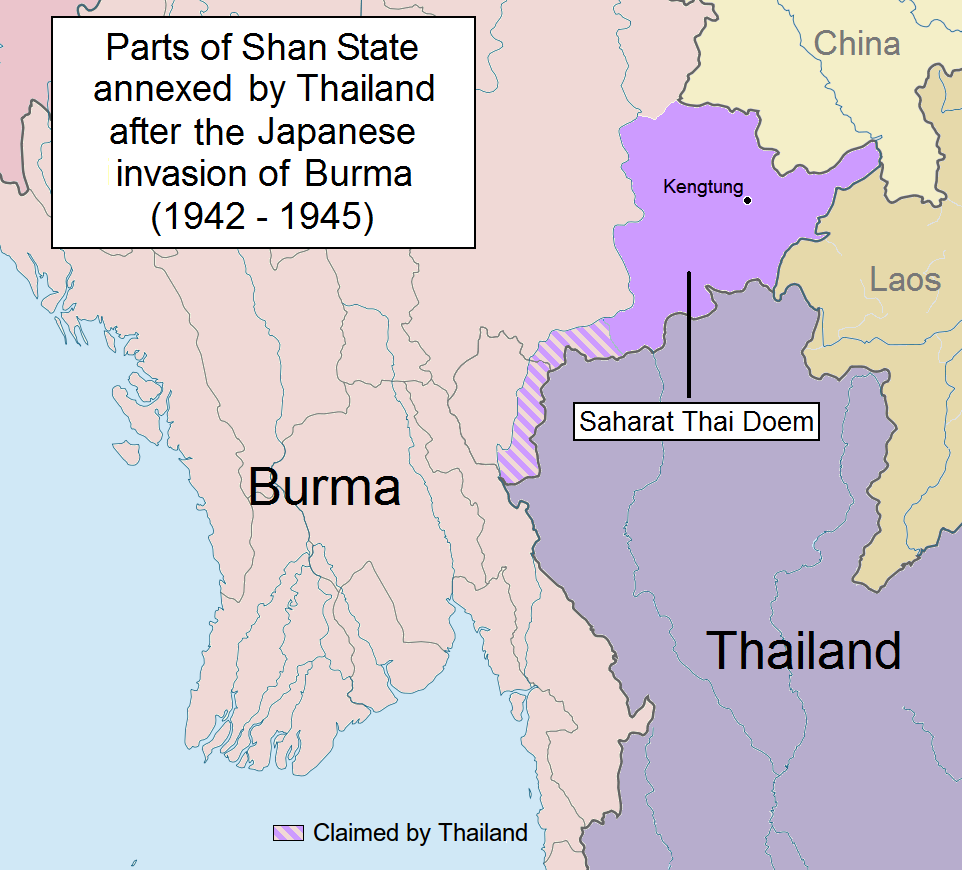
Saharat Thai Doem карта (1942—1945) і претензії Таїланду на Британську Бірму

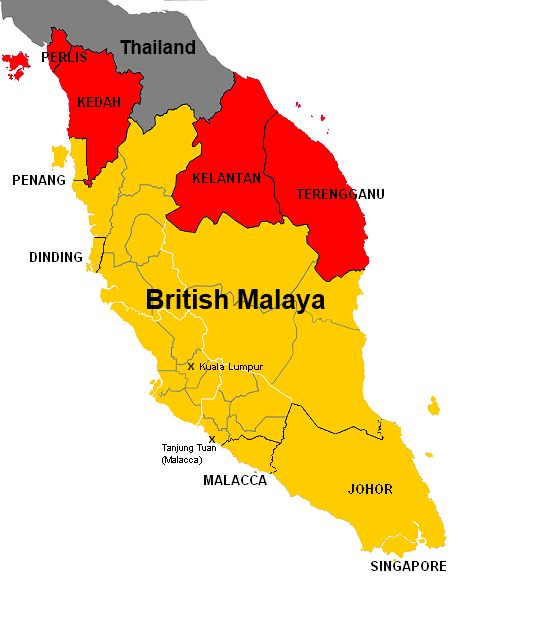
Si Rat Malai, Частини Британської Малайї анексовані Таїландом (1943—1945)

Наступні території Бірми, Лаосу, Камбоджі та Малайї були повернуті Таїланду під час Другої світової війни. Всі ці території були частиною Таїланду (Сіаму), перш ніж західні держави їх розбили з таїської гегемонії наприкінці дев'ятнадцятого століття. Тайська армія залишиться на цих територіях до кінця війни.
- Saharat Thai Doem (Бірма), включаючи району Муанг Фань. Проте це не включало двох районів Монгмау і Мехсакуна Мавкмай південних штатів Шань, а також частини Кантаварваді в штатах Карен, на схід від річки Салюин, які, хоча й заявили Таїланд, були віднесені японцями до їх клієнт штату Бірма в вересні 1943 р.[14]
- Сират Малай (Малайзія), включаючи Сайбурі (штат Кедах).[14]
- Провінція Лань Чанг (Лаос)[15]
- Провінція Накхон Шампассак (Лаос і Камбоджа)
- Провінціяа Фра Табунг (Камбоджа)
- Провінція Фібунсунгхрам (Камбоджа)[16]

Після падіння уряду Фібуна в серпні 1944 р. Новий уряд Хуанг Афайвон повідомив британському уряду про те, що він відмовляється від усіх претензій до штатів Шан і північної Малайї, і що він негайно передасть територію Британії. Уряд Черчілля не прийняв Таїландську увертюру і був готовий завдати удар. Тайська армія евакуювала два штати Шань тільки в серпні 1945 року.
Таїланд все ще був у союзі з Японією, коли закінчилася війна, але Сполучені Штати запропонували рішення. У 1946 р. Таїланд погодився відмовитися від територій, що були відновлені під час японської присутності в країні, як ціни на в'їзд до Організації Об'єднаних Націй, отже, всі претензії щодо війни проти Таїланду були зняті, і країна отримала значний пакет допомоги США. Після цієї події всі окуповані Таїландом території повернулися до довоєнного статусу і знову стали частиною держав, з яких вони були приєднані.

## Наступ Союзників

### Опір
У грудні 1942 року збройна конфронтація між японськими військами і тайськими селянами та поліцією переросла в Ратчабурі. Незважаючи на те, що інцидент з Бан Понг був швидко та мирно врегульований, він слугував «попереджувальним сигналом, який попереджав Токіо про серйозність проблем Таїланду». Це призвело до того, що генерала Акето Накамура відправили командувати новоствореною армією Таїландського гарнізона. Здатність Накамури зрозуміти тайську перспективу разом з його привітною особистістю суттєво допомогла покращити тайсько-японські відносини. Інший японський намір полягав у тому, щоб допомогти захистити Таїланд, Накамура очікує, що зможе вистояти проти можливого вторгнення союзників з Бірми.
Ця більш примирювальна позиція відбулася в той момент, коли Японія почала втрачати ініціативу в війні, чого багато хто в уряді Таїланду визнав. Зрозумівши, що союзники скористалися ініціативою у війні, Фібун, добре обізнаний про свою скруту, відірвався від японців. У січні 1943 року він мав двох командирів дивізіонів армії Файпа, які організували повернення групи китайських військовополонених як жест дружби, призначений для відкриття таємних переговорів з Чунціном.
Але зірка прем'єр-міністра зменшувалася набагато швидше, ніж він думав. З посиленням Альянсом своїх бомбових набігів у Бангкоку, громадська впевненість у Фібуні, яка вже була випробувана його ідеократичною внутрішньою політикою, скорочувалася. Його часта відсутність в Бангкоку призвела до падіння моралі, а раптове оголошення про те, що столиця та її мешканці будуть негайно перенесені на північ, до зараженого малярією Пхетчабуна, зустріли майже загальнолюдське невдоволення. Правляча еліта королівства все більше втомлювалася від Фібуна, чиє залякування незгодних в рамках уряду послужило для подальшого об'єднання супротивників, які згуртувалися з Пріді. Навіть японці стали невдоволеними Фібуном.
Спроби Фібуна відсторонитися від японців, вторгнення союзників в Італію та падіння Беніто Муссоліні направили ударні хвилі через уряд Таїланду, і було скликано позачергове засідання уряду для обговорення європейської ситуації. Незабаром було зроблено аналогію з Італією. «Бадольйо» став все більш популярним тайським політичним епітетом, а японського посланника в Берліні порадив Рейхсмаршал Герінг, який був старим другом з Тодзі та багатьма тайськими генералами з Прусській військовій академії, щоб наглядати за Таїландом.
Незважаючи на зростаюче внутрішнє невдоволення та недовіру японців, політична смерть Фібуна не відбудеться до наступного року.
Регент Пріді з свого офісу в Університеті Таммасат керував таємним рухом, до складу якого до кінця війни, за допомогою допомоги союзників, увійшло більш ніж 50 000 тайців, щоб протистояти уряду Фібуна та японцям. У 1944 році він зумів повалити Пібуна, якого замінив Хуан Афайвон, цивільний син незначного дворянина і пов'язаний політично з консерваторами, такими як Сені. Головне завдання Хуанга полягало в тому, щоб продовжувати шаради співпраці, захищаючи зростаючий підземний рух. Цього він досяг в значній мірі, переконуючи не тільки Накамуру, але й горезвісну Масанобу Цудзи.
До початку 1945 року активно проводилися підготовки до повстання проти японців. Плани повстання спиралися на успіх швидкого, несподіваного страйку спеціальної поліцейської частини проти японської командної структури. Резиденції провідних офіцерів та японські комунікаційні установи знаходилися під наглядом. Напад поліції повинен був узгоджуватися з загальним нападом частково механізованої тайської 1-ї армії проти японських військ у Бангкоку. Фортеці, вкриті притулками для повітряних нальотів, були вириті на ключових перехрестях, і в місто було введено додаткові війська в невеликих групах у цивільному одязі. Завдання Вільної Тайської армії полягало в тому, щоб побороти зусилля Японії посилити свій гарнізон у Бангкоці шляхом скорочення ліній зв'язку та захоплення аеродромів.
Пріді довелося враховувати, що японці нарощують свої сили в Таїланді, що, швидше за все, стане бойовою зоною найближчим часом. Раніше більшість японських солдатів, які перебували в Таїланді, мали підтримку військ, але в грудні 1944 року місцеве командування було підвищено з гарнізону до польової армії. Японці збирали запаси та виготовляли укріплення для оборонних зусиль на останньому канаві в Накхон-Найоке, приблизно за 100 км на північний схід від Бангкока.

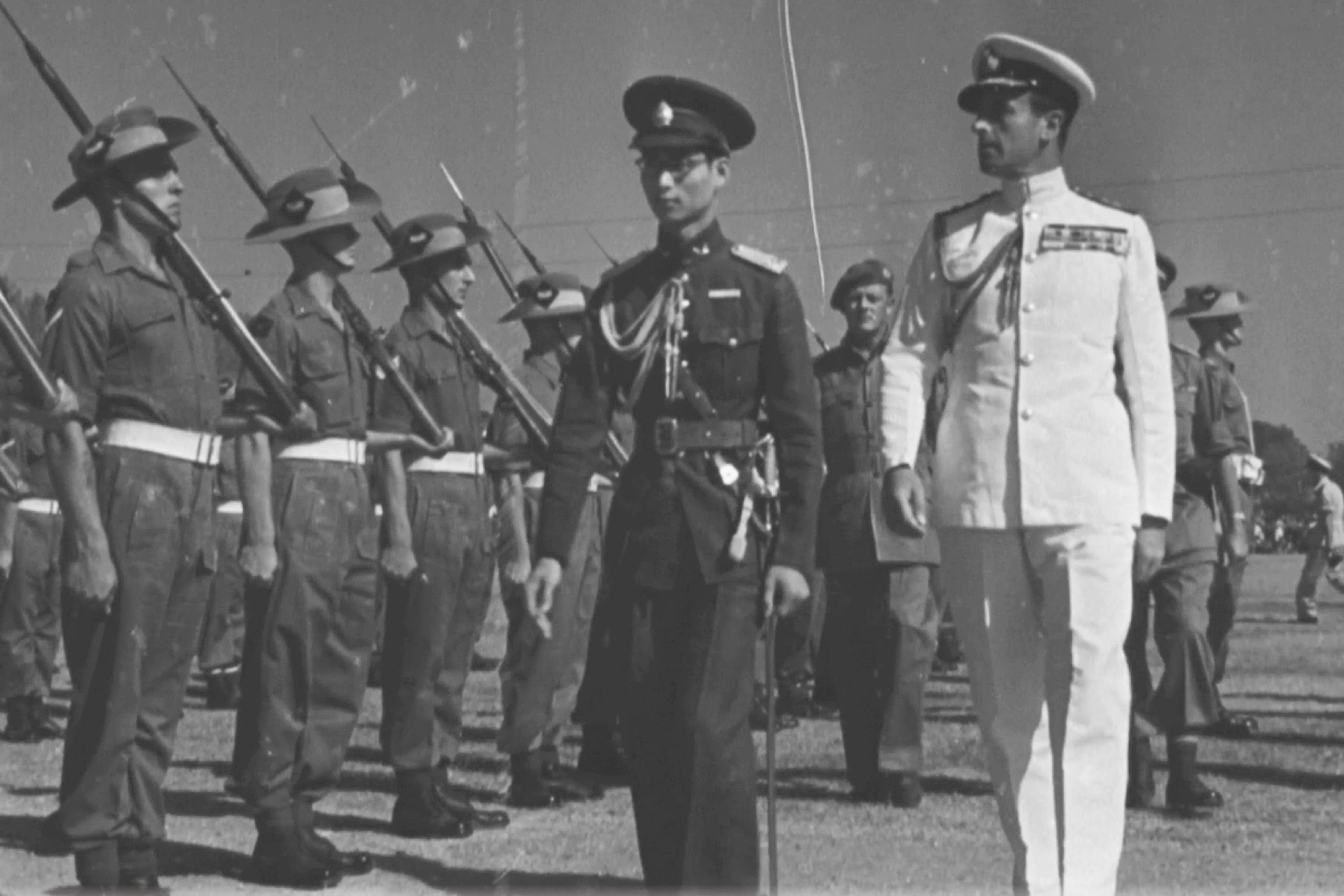
Король Ананда Махідол та Верховний головнокомандувач союзними військами Південно-Східного округу Луїс Маунтбеттену Бангкоці, 19 січня 1946

У 1944 році Національна асамблея усунула Пібуна від влади. Нова влада офіційно підтримувала Японію, а неофіційно збройні сили партизан звільнення Таїланду. Вони готували масове повстання у 1945 році, однак атомне бомбардування Хіросіми та Нагасакі та повна здача Японії у Другій світовій війні запобігли цьому. Британсько-індійські війська примусили Таїланд повернути всі набуті під час війни території. Країна мала виплатити репарації поставками рису в Малайзію. Пібун був арештований, але у 1948 році він очолив новий переворот і став прем'єр міністром знову.

## Після війни

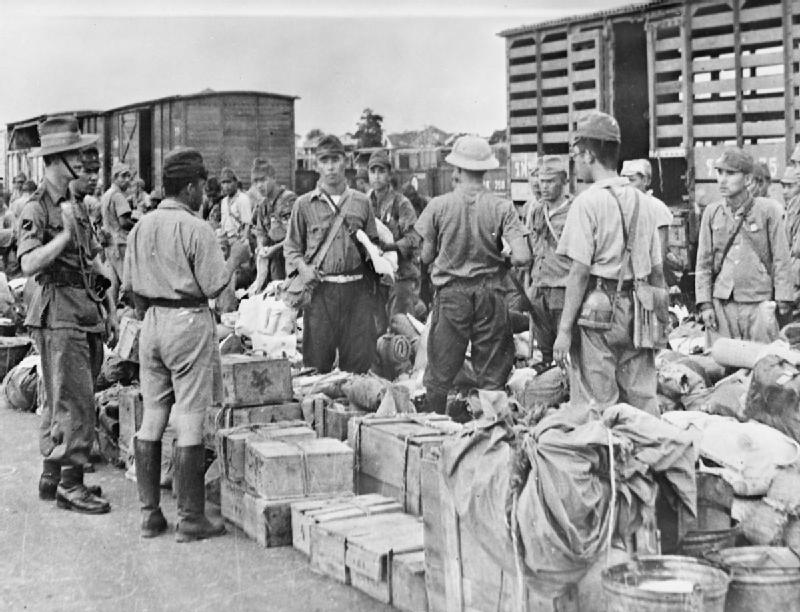
Британський офіцер наглядає за Японськими полоненими біля вокзалу Бангкока, Вересень 1945

Проте атомні бомбардування та наступна японська капітуляція випередили повстання. Пріді негайно видав декларацію про те, що декларація війни 1942 року Фібуна була неконституційною і юридично позбавлена права, звільнивши таким чином від необхідності здачі Таїланду. Спочатку тайські збройні сили намагалися роззброїти японський гарнізон, але Накамура відмовився, стверджуючи, що справа полягає в тому, щоб члени Альянсу вирішували. Тим часом Хуанг пішов у відставку, посилаючись на свою попередню асоціацію з японцями як можливу перешкоду для зближення Таїланду з союзниками. Виконавчий прем'єр-міністр був знайдений в особі Таві Буньякета, вірного Пріді.
На початку вересня виїхали провідні елементи індійської 7-ї стрілецької дивізії на чолі з генерал-майором Джеффрі Чарльзом Евансом в супроводі Едвіна Маунтбеттена. Пізніше того ж місяця Сені повернувся з Вашингтона, щоб досягти успіху прем'єр-міністра Таві. Вперше за останні десять років уряд керувався цивільними особами. Але наступна фракційна боротьба за владу в кінці 1945 року створила політичні розбіжності в рядах цивільних лідерів, які знищили їх потенціал для спільної позиції проти відродженої політичної сили військових в післявоєнні роки.
Крім того, післявоєнні домовленості з Союзниками послабили цивільний уряд. У результаті вкладу, здійсненого військовими силами Союзу Вільного Тайського руху, Сполучені Штати утримувалися від поводження з Таїландом як з ворожою країною в ході післявоєнних мирних переговорів. Проте, перед тим як підписати мирний договір, Велика Британія вимагала відплати війни у вигляді поставок рису до Малайї. Англо-тайський мирний договір був підписаний 1 січня 1946 року, а 3 квітня — австралійсько-тайський мирний договір. Франція відмовила у дозволі на вхід Таїланду в Організацію Об'єднаних Націй, поки не був повернений Індокитай. СРСР наполягав на скасуванні антикомуністичного законодавства.

## Цікаві факти
- Японський табір для військовополонених британців, що зображений у кінофільмі «Міст через річку Квай», знаходився на території Таїланду.